# Растіла (станція метро)
60°12′19″ пн. ш. 25°07′16″ сх. д. / 60.20528° пн. ш. 25.12111° сх. д.
Растіла (фін. Rastila, швед. Rastböle) — передостання станція метрополітену Гельсінкі по лінії «Ітякескус» - «Вуосаарі». Територіально розташовано в західній частині великого житлового району Вуосаарі у Східному Гельсінкі. Обслуговує міські квартали Растіла та Мері-Растіла, що розташовані в межах півострова Вуосаарі.
Експлуатується з 31 серпня 1998 року. Архітектори проекту Irmeli Grundström та Juhani Vainio.
Конструкція станції — наземна станція закритого типу з острівною платформою. Станція має два виходи — західний і східний. Станція оснащена одним ескалатором і трьома ліфтами.
Біля станції розташована стоянка на 38 автівки та 134 ровери.
У безпосередній близькості від станції розташовується кемпінг Rastila. Із західного боку виходить до платформи відправлення рейсових автобусів місцевого сполучення 90A, 90N, 96N, 98, 560.